# 마크 슬레이드

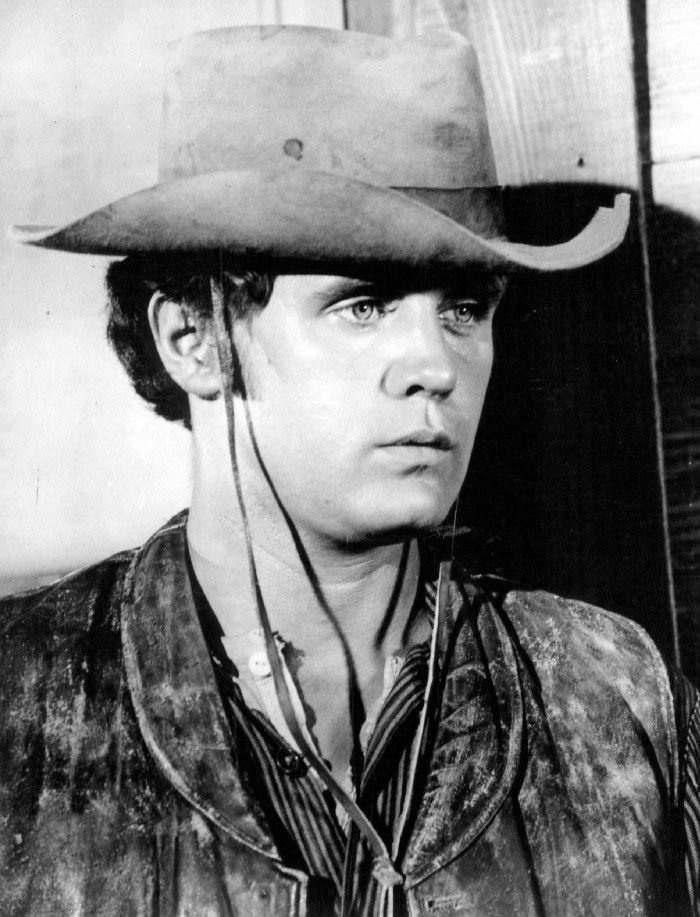

마크 슬레이드(Mark Slade, 1939년 5월 1일 ~ )는 미국의 배우, 텔레비전 배우, 각본가, 영화배우이다.
뉴욕에서 태어났다.

## 영화
- 후레쉬포인트 (1984년)
- 기동순찰대 (1977년)
- 벤지 (1974년)
- 경찰 초년병 (1972년)
- 캐넌 목장 (1967년)
- 해저 여행 (1964년)
- 해저 여행 (1961년)